# Unrecord
Unrecord  - trò chơi điện tử độc lập thuộc thể loại bắn súng góc nhìn thứ nhất được phát triển bởi DRAMA Studios . Trò chơi đã thu hút sự quan tâm từ giới truyền thông khi nhà phát triển đăng tải đoạn trailer đầu tiên của trò chơi vào tháng 4 năm 2023. 
Ngày phát hành chính thức của trò chơi vẫn chưa được tiết lộ, và nhà phát triển cho biết rằng Unrecord "dự kiến sẽ không phát hành" trong năm 2023.

## Lối chơi
Theo mô tả của nhà phát triển, Unrecord là một tựa game bắn súng góc nhìn thứ nhất mang tính "chiến thuật và kịch tính" dành cho người chơi đơn, kết hợp giữa trò chơi phiêu lưu Firewatch và tựa game bắn súng chiến thuật Ready or Not. Mặc dù độ chân thực là "một phần không thể thiếu", nhưng nhà phát triển nhấn mạnh rằng Unrecord không nhằm mục đích trở thành một trò chơi mô phỏng.
Thông qua góc nhìn từ body-cam, người chơi sẽ vào vai một cảnh sát viên đặc nhiệm (tương tự như SWAT) và chống lại các phần tử khủng bố. Theo mô tả trên Steam, lối chơi của Unrecord  sẽ "kết hợp giữa truyện trinh thám hoặc phim giật gân". Trong trò chơi, người chơi sẽ tham gia điều tra nhiều vụ án hình sự khác nhau và giao tiếp với các nhân vật thông qua hệ thống đối thoại.
Để tránh trường hợp người chơi bị say giả lập (simulator sickness), nhà phát triển sẽ bổ sung các tùy chọn trợ năng và cho phép người chơi điều chỉnh cài đặt góc nhìn nhằm tối ưu hóa trải nghiệm của người chơi.

## Quá trình phát triển
Unrecord  hiện đang được phát triển bởi DRAMA Studios, một studio quy mô nhỏ được đồng sáng lập bởi nhạc sĩ người Pháp Théo Hiribarne (nghệ danh Foda C) và nhà lập trình Unreal Engine nghiệp dư Alexandre Spindler. Sau này, Michele Evangelista đã tham gia vào dự án với tư cách là người thiết kế các cấu trúc và bố cục, cảnh quan địa hình trong trò chơi.
Ngày 12 tháng 10 năm 2022, Alexandre Spindler đã chia sẻ những hình ảnh đầu tiên của dự án game lên Twitter. Video nhanh chóng trở thành hiện tượng mạng, giúp DRAMA Studios đẩy nhanh phát triển và công bố trò chơi sớm hơn dự kiến.
Ngày 19 tháng 4 năm 2023, DRAMA chính thức đăng tải trailer gameplay Unrecord lên YouTube. Trailer mô phỏng quá trình nhân vật chính tiến vào một tòa nhà bỏ hoang, sau đó đụng độ với những người có vũ trang. Trong quá trình di chuyển, người chơi sẽ gặp một người đàn ông đang cố đầu hàng, nhưng bị một vụ nổ lớn làm gián đoạn.